# Thomas Just (Schauspieler)
Thomas Just (* 1943 in Neuruppin) ist ein deutscher Schauspieler und Hörspielsprecher.

## Leben
Der gelernte Maurer und studierte Bauingenieur Thomas Just kam 1974 an das neue theater Halle, an dem er bis 2008 engagiert war. Darüber hinaus ließen sich keine Einzelheiten zu Bühnentätigkeiten ermitteln.
Für Film und Fernsehen steht Just seit Ende der 1960er-Jahre vor der Kamera. Unter anderem war er in mehreren Folgen der Krimiserie Polizeiruf 110 zu sehen, kleinere Rollen hatte er in der Romanverfilmung Nikolaikirche und dem Schlöndorff-Streifen Die Stille nach dem Schuss. Daneben arbeitet er seit 1999 auch für den Hörfunk, unter anderem in einer Hörspielfassung des Romans Die Päpstin von Donna Woolfolk Cross.

## Filmografie
- 1969: Unterwegs zu Lenin
- 1969: Geheime Spuren
- 1971: Optimistische Tragödie
- 1975: Till Eulenspiegel
- 1977: Scherz, Satire, Ironie und tiefere Bedeutung (Theateraufzeichnung)
- 1978: Geschichten aus dem Wiener Wald (Theateraufzeichnung)
- 1982: Dein unbekannter Bruder
- 1984: Ach du meine Liebe (Fernsehfilm)
- 1985: Der Staatsanwalt hat das Wort – Hubertusjagd
- 1986: Polizeiruf 110 – Kein Tag ist wie der andere
- 1987: Sansibar oder Der letzte Grund
- 1987: Polizeiruf 110 – Explosion
- 1989: Vera – Der schwere Weg der Erkenntnis
- 1990: Die Architekten
- 1995: Polizeiruf 110 – Bruder Lustig
- 1995: Nikolaikirche
- 1996: Polizeiruf 110 – Lauf oder stirb
- 1998: Polizeiruf 110 – Todsicher
- 2000: Die Stille nach dem Schuss
- 2004: Polizeiruf 110 – Barbarossas Rache
- 2004: Polizeiruf 110 – Ein Bild von einem Mörder
- 2006: SOKO Leipzig – Katzenfutter
- 2008: Tierärztin Dr. Mertens – Unglaubliche Begegnung

## Hörspiele
- 1970: Das häßliche junge Entlein (1. Wildtaube/Wildente) – Autor: Hans Christian Andersen – Regie: Dieter Scharfenberg (Kinderhörspiel – Litera)
- 1999: Graceland – Autoren: Hanns-Peter Karr und Walter Wehner – Regie: Iiris Arnold
- 2000: Die Päpstin – Autorin: Donna Woolfolk Cross – Regie: Walter Niklaus
- 2002: Der Mann ohne Gesicht – Autorin: Dorothy L. Sayers – Regie: Klaus Zippel
- 2002: Das Bild im Spiegel – Autorin: Dorothy L. Sayers – Regie: Klaus Zippel
- 2002: Zügellos – Autor: Dick Francis – Regie: Klaus Zippel
- 2002: Der Zug nach Wicklow – Autorin: Christina Calvo – Regie: Stefan Kanis
- 2003: Elling schreibt – Autor: Ingvar Ambjørnsen – Regie: Oliver Sturm
- 2004: Pelle der Eroberer – Autor: Martin Andersen Nexø – Regie: Götz Fritsch
- 2005: Der berüchtigte Christian Sporn – Autor: Volker Braun – Regie: Jörg Jannings
- 2006: Firma Zaubermeister & Co. – Autor: Albert Sidney Fleischman – Regie: Wolfgang Rindfleisch
- 2006: Und Dinosaurier gibt es doch – Autor: Willis Hall – Regie: Jürgen Dluzniewski
- 2008: Paradies – Autorin: A. L. Kennedy – Regie: Irene Schuck
- 2009: Dederisch für alle (Kurzfassung) – Autor: Frank Naumann – Regie: Steffen Moratz
- 2009: Die Affäre Winckelmann – Autor: Rolf Schneider – Regie: Walter Niklaus
- 2014: Vierundzwanzig Wunschzettel – Autorin: Uta Ackermann – Regie: Gabriele Bigott
- 2015: Die Überfahrt – Autorin: Alice Munro – Regie: Irene Schuck